# Ajacuba
Ajacuba és un municipi de l'estat d'Hidalgo. Ajacuba és el cap de municipi i principal centre de població d'aquesta municipalitat. Aquest municipi és a la part sud-occidental de l'estat d'Hidalgo. Limita al nord amb el municipi de Francisco I. Madero, al sud amb estat de Mèxic, l'oest amb San Agustín Tlaxiaca i a l'est amb Tetepango i Tlaxcoapan).